# Elecciones parlamentarias de Benín de 1989
Las elecciones parlamentarias se llevaron a cabo en la República Popular de Benín el 18 de junio de 1989. El país era un estado unipartidista dominado por el Partido Revolucionario del Pueblo de Benín, por lo que este era el único partido habilitado para presentarse a elecciones. Su lista única, que podía solo aprobarse o rechazarse, fue aprobada por el 91.15% de los votantes válidos, mientras que el 8.85% votó en contra, por lo que la lista obtuvo los 206 escaños de la Asamblea Nacional Revolucionaria. Mathieu Kérékou fue reelegido como Presidente el 2 de agosto. La participación rondó el 86%.
Fueron las últimas elecciones unipartidistas en Benín. Al año siguiente se realizaría un referéndum constitucional que convertiría al país en una democracia representativa.

## Resultados
| Elección                           | Votos     | %    |
| ---------------------------------- | --------- | ---- |
| A favor                            | 1.695.860 | 89.6 |
| En contra                          | 164.665   | 8.7  |
| Voto en blanco                     | 32.176    | 1.7  |
| Total                              | 1.892.701 | 100  |
| Votantes registrados/participación | 2.200.815 |      |
| Fuente: Nohlen et al.              |           |      |